# Katastrofa lotu Aerofłot 315
Katastrofa lotu Aerofłot 315 – katastrofa lotnicza, która  wydarzyła się 16 listopada 1959 roku. W jej wyniku Antonow An-10 należący do linii Aerofłot rozbił się nieopodal lotniska we Lwowie, zabijając wszystkie 40 osób na pokładzie.

## Samolot
Maszyną obsługującą lot 315 był Antonow An-10 (nr rej.CCCP-11167) o numerze seryjnym 9401402. Samolot opuścił linię produkcyjną w 5 czerwca 1959 i do czasu katastrofy wylatał zaledwie 277 godzin. Feralnego dnia, kapitanem samolotu był N. Spirenkow, a drugim pilotem był W. Michajłow. 

## Przebieg lotu
Samolot odbywał rutynowy lot z Moskwy do Lwowa, na pokładzie było 32 pasażerów i 8 członków załogi. Załoga podchodziła do lądowania we Lwowie, na dworze panowała temperatura -1 stopnia Celsjusza oraz 97% wilgotności co sprzyjało powstawaniu oblodzenia. Samolot podchodził do lądowania z wysuniętym podwoziem oraz stopniowo wysuwanymi klapami. O godzinie 19:06 gdy załoga wysunęła klapy na 45 stopni samolot zaczął gwałtownie nurkować. Maszyna rozbiła się około 2 km od pasa, zginęło wszystkie 40 osób na pokładzie. Prawdopodobną przyczyną było zmniejszenie mocy przez kapitana, który zasugerował się błędnym wskazaniem prędkościomierza spowodowanym oblodzeniem rurki pitota.